# پیلانکو (سیهواس)
پیلانکو (به اسپانیایی: Pilanku) یک کوه در پرو است که در Peru, Ancash Region واقع شده‌است. پیلانکو ۴٬۲۰۰ متر بالاتر از سطح دریا واقع شده‌است.